# Cửa hàng cần sa

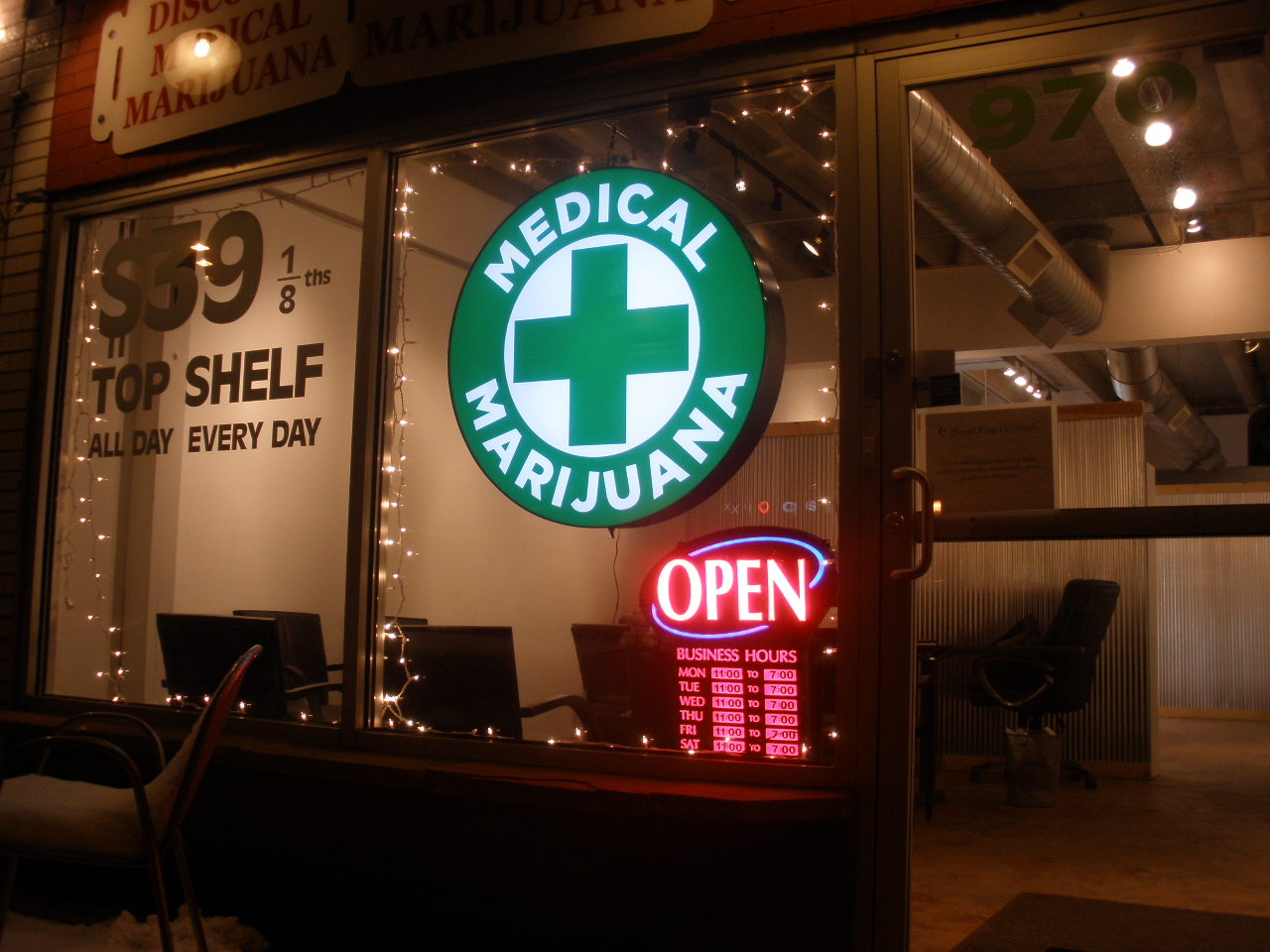
Một trạm cấp phát cần sa ở Denver, Colorado.

Cửa hàng cần sa, trạm cấp phát cần sa, hoặc hợp tác xã cần sa, là một địa điểm mà tại đó cần sa được bày bán để tiêu khiển hoặc dùng cho mục đích y tế. Ở Hà Lan, chúng được gọi là coffeeshop. Tại nước Mỹ, chúng tồn tại như một lối thoát dành cho cả mục đích giải trí và y tế. Cửa hàng dạng này khác với cửa hàng kiểu head shop ở chỗ cái sau chỉ chuyên bán dụng cụ tiêm chích ma túy. Năm 2015, Thành phố San Diego đã đưa A Green Alternative trở thành dịch vụ phân phối và cấp phát cần sa y tế được cấp phép đầu tiên trong thành phố. Trạm phân phối cần sa lớn nhất thế giới là ở Las Vegas, Nevada rộng 112.000 feet vuông do hãng Planet 13 Holdings mở ra.